# Powiat Sásd
Powiat Sásd (węg. Sásdi kistérség) – jeden z dziewięciu powiatów komitatu Baranya na Węgrzech. Siedzibą władz jest miasto Sásd.

## Miejscowości powiatu Sásd
- Ág
- Alsómocsolád
- Bakóca
- Baranyajenő
- Baranyaszentgyörgy
- Bikal
- Felsőegerszeg
- Gerényes
- Gödre
- Kisbeszterce
- Kishajmás
- Kisvaszar
- Mágocs
- Mekényes
- Meződ
- Mindszentgodisa
- Nagyhajmás
- Oroszló
- Palé
- Sásd
- Szágy
- Tarrós
- Tékes
- Tormás
- Varga
- Vásárosdombó
- Vázsnok